# Lomelosia candollei
Lomelosia candollei är en tvåhjärtbladig växtart som först beskrevs av Nathaniel Wallich och Dc., och fick sitt nu gällande namn av J. Soják. Lomelosia candollei ingår i släktet Lomelosia och familjen Dipsacaceae. Inga underarter finns listade i Catalogue of Life.